# Откатна система
Откатната система е механизъм при огнестрелните оръжия, при който откатът се използва за презареждане на следващия патрон. Когато иглата на ударника удари капсула на патрона, барутът се запалва и избутва куршума напред през цевта. По закона на Нютон за действие и противодействие обратната сила, равна по-големина на тази. изстрелваща куршума, изтласква затвора назад и изхвърля гилзата, след което възвратно-бойната пружина притиска отново напред, зареждайки новия патрон от пълнителя в патронника (камерата), готов за стрелба. При следващото натискане на спусъка действието се повтаря (при единична стрелба), докато боеприпасите в пълнителя не привършат или при повреда в механизма.
Откатното действие се използва в полуавтоматични и автоматични оръжия. При изстрелването на куршума част от откатна енергия се поема от пружината, изтласкваща затвора към гнездото, докато при газово-възвратните оръжия и такива с ръчно действие затворът е изтласкван от част от изгарящите газове или ръчна сила и откатната сила се насочва в рамото на стрелеца (по-силен „ритник“).